# Б (паровоз)
Б (Брянский завод) — российский/советский пассажирский паровоз, предназначенный для вождения скоростных поездов. Создан на основе конструкции паровозов Г. На момент постройки (по данным 1912 года) был самым быстрым паровозом на российских железных дорогах (125 км/ч).
Б («Брянский» — «Букашка») — обозначение серии, с 1912 г. объединяющей несколько конструктивных разновидностей курьерских паровозов типа 2-3-0, постройки 1907÷1912 гг. Брянского и Луганского заводов, принятое МПС в 1912 г., с целью выполнения требований их полной конструктивной унификации при последующих заказах для казённых дорог.

## История создания и постройки
На момент самого начала XX века Московско-Киево-Воронежская железная дорога нуждалась в новом пассажирском паровозе. Но ни один из существующих на то время типов паровозов не удовлетворял требованиям, выдвинутым дорогой. Инженеры дороги считали, что наиболее оптимальным вариантом мог бы стать паровоз типа 2-3-0, который с 1901 года выпускался Брянским заводом (в 1912 году он получили обозначение серии Г), но его мощность всё же была недостаточной, поэтому в 1905 году данному заводу был сделан заказ на новый пассажирский паровоз типа 2-3-0. Взяв за основу конструкцию уже выпускавшихся паровозов такого же типа (серий Г), в неё внесли ряд изменений, основными из которых являлись замена паровой компаунд-машины на простую и применение более мощного парового котла, оборудованного пароперегревателем. Кроме того, на основе имеющегося опыта по эксплуатации паровоза-прототипа, в конструкцию нового паровоза внесли несколько новых дополнений, целью которых было повышение надёжности. Автором первоначального проекта являлся инженер Розенблюм С. О.; также в разработке приняли участие инженеры технического бюро завода.

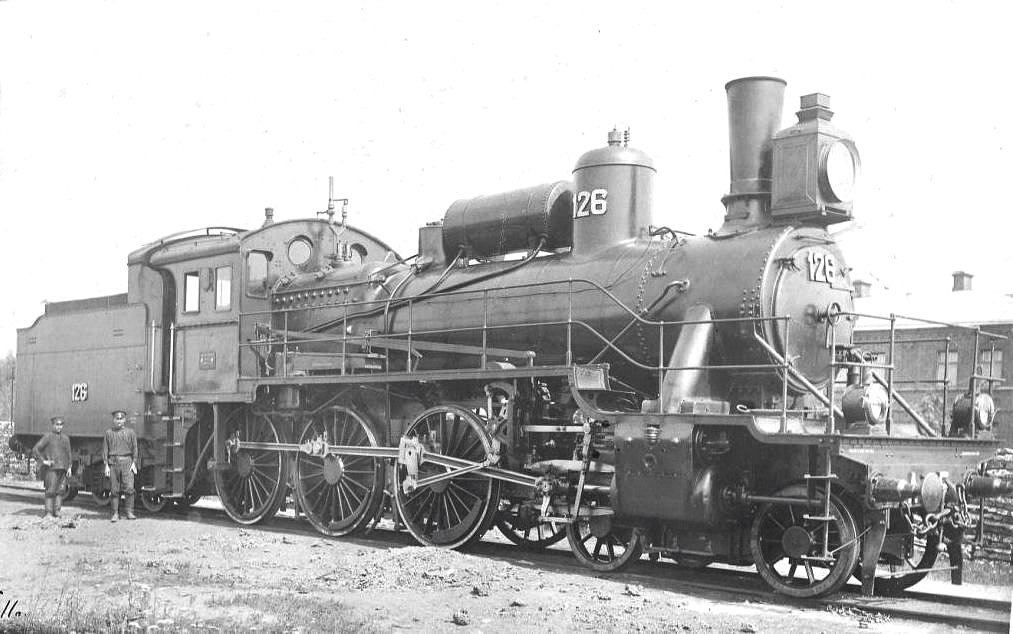
Опытный паровоз АБ126 (Б101) 1907 года постройки

В 1907 году Брянский завод выпустил партию из трёх опытных паровозов (АБ125 — АБ127), которые были переданы дороге-заказчице на испытания. Новые паровозы достаточно легко развивали тягу в 9000 кгс; по расходу пара самая выгодная скорость была в районе 70—80 км/ч, а отсечка — 0,45. По сравнению с появившимися в том же году на Коломенском заводе паровозами заводского типа 106 (серия К), также типа 2-3-0, паровозы Брянского завода имели паровые котлы с почти одинаковой общей площадью нагрева (204,2 м² и 205,8 м² соответственно), но при этом с большей паропроизводительностью, так как у них была на 15 % больше испаряющая поверхность топки (13,6 м² и 15,6 м² соответственно). По сравнению с появившимися в конце 1910 года паровозами серии С типа 1-3-1 Брянские паровозы оказывали меньшее вредное воздействие на путь, благодаря наличию двухосной бегунковой тележки системы Борриса, которая в отличие от тележки Цара-Краусса имела рессорное возвращающее устройство, что повышало плавность хода. Максимальная скорость, достигнутая на испытаниях достигала 120—125 км/ч, что на то время являлось рекордом на Российских железных дорогах, при этом ход машины был спокойным. Режим работы паровой машины незначительно реагировал на колебания скорости и изменения отсечки, то есть паровоз оказался оптимальным вариантом для вождения скорых поездов, а также для работы на участках, пролегающих по пересечённой местности. Поначалу для нового паровоза установили максимальную скорость в 105 км/ч, но позже повысили до 115 км/ч.
По результатам испытаний трёх опытных паровозов, исходные чертежи были переработаны; руководителем работ был инженер Денисов Н. Ф.. В ходе рассмотрения проекта новой конструкции Комиссия подвижного состава и тяги Министерства путей сообщения в марте 1908 года выступила с предложением дополнительно применить в задней части локомотива поддерживающую ось, которая за счёт разгрузки задней части локомотива позволила бы применить топку с большей площадью колосниковой решётки (основания), то есть перейти к типу 2-3-1. Однако в этом случае длина паровоза должна была существенно возрасти и он мог уже не помещаться на существующих поворотных кругах, то есть потребовалась бы замена последних, поэтому от применения поддерживающей оси отказались. В 1909 году по новым чертежам паровозы начали выпускаться Брянским, а также Луганским заводами. В 1912 году паровозы по новой системе обозначений получили серию Б в честь Брянского завода. Выпуск продолжался вплоть до 1914 года, а всего было построено 252 паровоза серии Б: 153 (включая 3 опытных) на Брянском заводе и 99 на Луганском.
| Год выпуска | Завод     | Число | Обозначение                       | Обозначение                                | Дорога-заказчица                                             |
| Год выпуска | Завод     | Число | При постройке                     | После 1912 года                            | Дорога-заказчица                                             |
| ----------- | --------- | ----- | --------------------------------- | ------------------------------------------ | ------------------------------------------------------------ |
| 1907        | Брянский  | 3     | АБ125 — АБ127                     | Б100 — Б102                                | Московско-Киево-Воронежская железная дорога                  |
| 1909        | Брянский  | 10    | БШ1016 — БШ1025                   | Б1016 — Б1025                              | Юго-Восточные железные дороги                                |
| 1909        | Брянский  | 4     | А106—А109                         | Б106—Б109                                  | Московско-Брестская железная дорога                          |
| 1909        | Брянский  | 12    | АБ121 — АБ132                     | Б40 — Б51                                  | Самаро-Златоустовская железная дорога                        |
| 1909        | Брянский  | 8     | Б101 — Б108                       | Б113 — Б120                                | Ташкентская железная дорога                                  |
| 1909        | Луганский | 6     | А100 — А105                       | Б100 — Б105                                | Московско-Брестская железная дорога                          |
| 1909        | Луганский | 14    | УГ9 — УГ22                        | Б9 — Б22                                   | Екатерининская железная дорога                               |
| 1910        | Брянский  | 11    | А110 — А120                       | Б110 — Б120                                | Александровская железная дорога                              |
| 1910        | Брянский  | 30    | КВ1 — КВ30                        | Б22 — Б31, Б51, Б52, Б57 — Б59, Б98 — Б112 | Северо-Западные железные дороги                              |
| 1910        | Брянский  | 9     | АБ20 — АБ28                       | Б20 — Б28                                  | Самаро-Златоустовская железная дорога                        |
| 1910        | Брянский  | 7     | ...1 — ...7                       | Б1 — Б7                                    | Московско-Курская, Нижегородская и Муромская железная дорога |
| 1910        | Луганский | 11    | УГ23 — УГ27, УГ29 — УГ34          | Б23 — Б27, Б29 — Б34                       | Екатерининская железная дорога                               |
| 1910        | Луганский | 12    | н.д.                              | н.д.                                       | Сызрано-Вяземская железная дорога                            |
| 1910        | Луганский | 11    | АГ29 — АГ39                       | Б29 — Б39                                  | Самаро-Златоустовская железная дорога                        |
| 1911        | Брянский  | 11    | ...14 — ...21                     | Б14 — Б21                                  | Московско-Курская, Нижегородская и Муромская железная дорога |
| 1911        | Брянский  | 11    | ...41 — ...51                     | Б41 — Б51                                  | Екатерининская железная дорога                               |
| 1911        | Луганский | 21    | н.д. (номера где-то с 163 по 185) | н.д.                                       | Южные железные дороги                                        |
| 1911        | Луганский | 6     | ...8 — ...13                      | Б8 — Б13                                   | Московско-Курская, Нижегородская и Муромская железная дорога |
| 1911        | Луганский | 8     | А121 — А128                       | Б121 — Б128                                | Александровская железная дорога                              |
| 1912        | Брянский  | 4     | АБ103 — АБ108                     | Б101 — Б108                                | Московско-Киево-Воронежская железная дорога                  |
| 1912        | Брянский  | 12    | БШ1026 — БШ1037                   | Б1026 — Б1037                              | Юго-Восточные железные дороги                                |
| 1913        | Брянский  | 12    | Б109 — Б120                       | Б109 — Б120                                | Московско-Киево-Воронежская железная дорога                  |
| 1913        | Луганский | 10    | Б1038 — Б1047                     | Б1038 — Б1047                              | Юго-Восточные железные дороги                                |
| 1914        | Брянский  | 10    | Б121 — Б130                       | Б121 — Б130                                | Московско-Киево-Воронежская железная дорога                  |

## Эксплуатация
Паровозы серии Б преимущественно заменяли устаревшие по конструкции паровозы серии А также типа 2-3-0. В конце 1910-х годов Московско-Курская, Нижегородская и Муромская железная дорога уже сами паровозы Б заменила паровозами серии С типа 1-3-1. По данным на начало 1940 года в эксплуатации оставались ещё 233 паровоза (из 252 построенных), которые были распределены по следующим дорогам:
- Ашхабадская железная дорога — 52 паровоза
- Куйбышевская железная дорога — 32 паровоза
- Оренбургская железная дорога — 15 паровозов
- Пензенская железная дорога — 6 паровозов
- Рязано-Уральская железная дорога — 25 паровозов
- Ташкентская железная дорога — 66 паровозов
- Туркестано-Сибирская железная дорога — 37 паровозов

Преимущественно паровозы списывались в 1950-х годах, когда началась реконструкция советского железнодорожного транспорта. В 1955 году они работали только на Ашхабадской (участок Мары — Кушка) и Туркестано-Сибирской (участок Уштобе — Текели) железных дорогах.